# Campeonato Mundial de Basquetebol Feminino de 1967
O Campeonato Mundial de Basquetebol Feminino de 1967 foi a 5ª edição do Campeonato Mundial de Basquetebol Feminino. Foi disputado em Praga, na Tchecoslováquia, organizado pela Federação Internacional de Basquetebol (FIBA) e pela Federação Tchecoslovaca de Basquetebol.

## Locais de Competição
| Sede       | Local | Capacidade |
| ---------- | ----- | ---------- |
| Praga      |       |            |
| Brno       |       |            |
| Bratislava |       |            |
| Gottwaldov |       |            |

## Equipes Participantes
| América        | Europa          | Ásia          | Oceania   |
| -------------- | --------------- | ------------- | --------- |
| Estados Unidos | União Soviética | Coreia do Sul | Austrália |
| Brasil         | Tchecoslováquia | Japão         |           |
|                | Bulgária        |               |           |
|                | Iugoslávia      |               |           |
|                | Alemanha        |               |           |
|                | Itália          |               |           |

## Fase Preliminar
| Grupo A (Brno) |                 |     |   |   |    |    |    |
|                | Equipe          | Pts | V | D | PP | PC | SP |
| 1              | União Soviética | 6   | 3 | 0 |    |    |    |
| 2              | Iugoslávia      | 5   | 2 | 1 |    |    |    |
| 3              | Estados Unidos  | 4   | 1 | 2 |    |    |    |
| 4              | Austrália       | 3   | 0 | 3 |    |    |    |

|  | Estados Unidos  | 42 | 38 | Austrália       |
|  | União Soviética | 83 | 48 | Iugoslávia      |
|  | Austrália       | 58 | 63 | Iugoslávia      |
|  | Estados Unidos  | 37 | 71 | União Soviética |
|  | União Soviética | 75 | 37 | Austrália       |
|  | Iugoslávia      | 58 | 43 | Estados Unidos  |

| Grupo B (Bratislava) |                 |     |   |   |    |    |    |
|                      | Equipe          | Pts | V | D | PP | PC | SP |
| 1                    | Coreia do Sul   | 4   | 2 | 0 |    |    |    |
| 2                    | Tchecoslováquia | 3   | 1 | 1 |    |    |    |
| 3                    | Itália          | 2   | 0 | 2 |    |    |    |

|  | Coreia do Sul   | 76 | 56 | Itália          |
|  | Tchecoslováquia | 41 | 39 | Itália          |
|  | Coreia do Sul   | 67 | 66 | Tchecoslováquia |

| Grupo C (Gottwaldow) |          |     |   |   |    |    |    |
|                      | Equipe   | Pts | V | D | PP | PC | SP |
| 1                    | Alemanha | 6   | 3 | 0 |    |    |    |
| 2                    | Japão    | 5   | 2 | 1 |    |    |    |
| 3                    | Bulgária | 4   | 1 | 2 |    |    |    |
| 4                    | Brasil   | 3   | 0 | 3 |    |    |    |

|  | Brasil   | 63 | 67 | Japão    |
|  | Bulgária | 58 | 62 | Alemanha |
|  | Japão    | 35 | 39 | Alemanha |
|  | Brasil   | 56 | 65 | Bulgária |
|  | Bulgária | 44 | 54 | Japão    |
|  | Alemanha | 60 | 59 | Brasil   |

### Fase de Classificação ( 7º-11º lugar )
| Fase de Classificação (Praga) |                |     |   |   |    |    |    |
|                               | Equipe         | Pts | V | D | PP | PC | SP |
| 1                             | Bulgária       | 8   | 4 | 0 |    |    |    |
| 2                             | Brasil         | 7   | 3 | 1 |    |    |    |
| 3                             | Itália         | 5   | 1 | 3 |    |    |    |
| 4                             | Austrália      | 5   | 1 | 3 |    |    |    |
| 5                             | Estados Unidos | 5   | 1 | 3 |    |    |    |

|  | Itália         | 31 | 63 | Bulgária       |
|  | Estados Unidos | 44 | 56 | Brasil         |
|  | Brasil         | 60 | 50 | Itália         |
|  | Bulgária       | 67 | 52 | Austrália      |
|  | Estados Unidos | 45 | 56 | Itália         |
|  | Austrália      | 58 | 74 | Brasil         |
|  | Itália         | 51 | 56 | Austrália      |
|  | Bulgária       | 68 | 40 | Estados Unidos |

### Fase Final ( 1º - 6º lugar )
| Fase Final (Praga) |                 |     |   |   |    |    |    |
|                    | Equipe          | Pts | V | D | PP | PC | SP |
| 1                  | União Soviética | 10  | 5 | 0 |    |    |    |
| 2                  | Coreia do Sul   | 9   | 4 | 1 |    |    |    |
| 3                  | Tchecoslováquia | 8   | 3 | 2 |    |    |    |
| 4                  | Alemanha        | 7   | 2 | 3 |    |    |    |
| 5                  | Japão           | 6   | 1 | 4 |    |    |    |
| 6                  | Iugoslávia      | 5   | 0 | 5 |    |    |    |

|  | Coreia do Sul   | 64 | 59 | Alemanha        |
|  | Iugoslávia      | 35 | 69 | Tchecoslováquia |
|  | União Soviética | 57 | 42 | Japão           |
|  | Alemanha        | 58 | 51 | Iugoslávia      |
|  | Tchecoslováquia | 52 | 62 | União Soviética |
|  | Japão           | 60 | 81 | Coreia do Sul   |
|  | Iugoslávia      | 64 | 68 | Japão           |
|  | Tchecoslováquia | 60 | 54 | Alemanha        |
|  | União Soviética | 83 | 50 | Coreia do Sul   |
|  | Coreia do Sul   | 78 | 71 | Iugoslávia      |
|  | Alemanha        | 67 | 86 | União Soviética |
|  | Japão           | 45 | 68 | Tchecoslováquia |

## Classificação Final
| Posição | Equipe          |
| ------- | --------------- |
| 1       | União Soviética |
| 2       | Coreia do Sul   |
| 3       | Tchecoslováquia |
| 4       | Alemanha        |
| 5       | Japão           |
| 6       | Iugoslávia      |
| 7       | Bulgária        |
| 8       | Brasil          |
| 9       | Itália          |
| 10      | Austrália       |
| 11      | Estados Unidos  |